# Encymon buruanus
Encymon buruanus es una especie de coleóptero de la familia Endomychidae.

## Distribución geográfica
Habita en la isla Buru.